# Принц Госплана
«Принц Госплана» — повесть Виктора Пелевина 1991 года.

## Сюжет

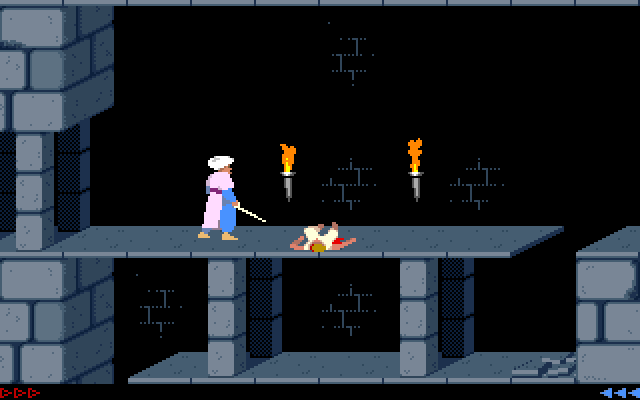
Снимок экрана игры Prince of Persia

Иллюстрация к повести «Принц Госплана». Художник — Е. Мацкевич

Александр Лапин — программист одного из госучреждений позднесоветской эпохи, увлекающийся компьютерной игрой Prince of Persia и отождествляющий себя с её безымянным персонажем. Мир игры становится для него второй реальностью, наполненной опасностями и врагами, цель которой — достичь прекрасной и таинственной принцессы. При этом его реальность сосуществует с другими — сослуживцы также играют в компьютерные игры. Одновременно пребывая в реальном мире, он соприкасается с мирами F-16 Combat Pilot, M1 Tank Platoon, Starglider. Главного героя мучает вопрос — какова цель его жизни, реальна ли она, или всё, что он видит — видит через экран монитора?

## Особенности
Эпиграфом к повести является команда В > MS DOS: в системе MS DOS надпись В > предваряла любую текстовую команду. Далее вместо заголовка пролога следует надпись «Loading», что означает загрузку компьютерной игры. Таким образом текст настраивает читателя на погружение в мир компьютерных игр. В книжном варианте повести, в частности, в издании 1998 года, надпись В > оформлена в виде символов рунического алфавита друидов, что создаёт впечатление сакральности виртуального пространства.
Саша Лапин, отправляясь по поручению в Госплан, видит себя принцем, который должен спасти принцессу из замка. Названия глав повести, так же как и пролог, оформлены в стиле компьютерных игр: «Level 1», «Level 2», … В главе «Level 4» герой погибает, и следующая глава называется «Autoexec. bat — level 4», то есть автоматическая загрузка уровня сначала. И начинается эта глава точно так же, как и предыдущая. В главе «Level 8» Саша использует секретный код, позволяющий перескакивать уровни, и следующая глава уже носит название «Level 12». Когда герою необходимо на время выйти из здания Госплана, глава приобретает название «Game paused». Пройдя все уровни, Саша начинает проходить игру заново, и в конце опять следует «Level 1».
Персонажи повести как будто существуют одновременно в двух мирах: реальном и виртуальном. Эти миры переплетаются между собой, и чёткой границы между ними не существует. И если Саша, погибая в реальном мире, возрождается вновь, то Кузьма Ульянович, будучи расстрелянным виртуальными персонажами, умирает в реальности, но не от ранений, а от сердечного приступа. Как отмечал литературовед и литературный критик Марк Липовецкий, «„Принц Госплана“ наполнял плоскую и фиктивную рамку игры самим собой и тем самым превращал симуляцию в свою, свободную реальность».
Автор настолько подробно описывает игру Prince of Persia, что повесть «Принц Госплана» можно использовать как прохождение.

## Игры
В повести присутствуют упоминания об играх, которые в тот период были популярны среди российских пользователей IBM PC:
- Arkanoid
- Budokan: The Martial Spirit[англ.]
- Crazy Bird
- F-15 Strike Eagle
- F-16 Combat Pilot[англ.]
- F-19 Stealth Fighter
- Abrams Battle Tank/M1 Tank Platoon
- LHX Attack Chopper[англ.]
- Pipes
- Populous
- Prince of Persia
- Starglider[англ.]
- Targhan
- Tower Toppler

## Награды
В 1991 году повесть стала лауреатом премии «Великое Кольцо».
В 1993 году повесть стала лауреатом премии «Интерпресскон» в номинации «Малая Форма».